# Józef Bernstein (1904–1966)
Józef Bernstein (biał. Іосіф Гдалевіч Бернштэйн, Iosif Hdalewicz Biernsztejn; ur. 17 lipca 1904 w Pińsku, zm. 16 lutego 1966) – działacz komunistyczny związany z białoruską mniejszością narodową w II Rzeczypospolitej, członek nielegalnej w Polsce Komunistycznej Partii Zachodniej Białorusi, po napaści ZSRR na Polskę w 1939 roku współpracował z władzą radziecką.

## Życiorys
Urodził się 17 lipca 1904 roku w Pińsku, w guberni mińskiej Imperium Rosyjskiego. W latach 1921–1924 pracował jako robotnik w fabryce zapałek w Pińsku. Zajmował się skierowaną przeciwko Polsce działalnością rewolucyjną. Był sekretarzem komórki, członkiem Pińskiego Komitetu Miejskiego nielegalnego w Polsce Komunistycznego Związku Młodzieży Zachodniej Białorusi. Brał udział w organizacji strajków pracowniczych w Pińsku, stał na czele prac związków zawodowych w tym mieście. W latach 1927–1930 wchodził w skład Pińskiego Komitetu Miejskiego i Pińskiego Komitetu Okręgowego nielegalnej w Polsce Komunistycznej Partii Zachodniej Białorusi (KPZB). W 1931 roku ukończył Mińską Nielegalną Szkołę Partyjną KPZB. Od 1931 roku działał jako instruktor Komitetu Centralnego KPZB ds. Okręgów Białostockiego i Wileńskiego w Mińskiej Szkole Partyjnej KPZB. Za działalność rewolucyjną i antypolską był wielokrotnie aresztowany przez polskie władze, ogółem spędzając w więzieniu ponad 10 lat.
Po napaści ZSRR na Polskę 17 września 1939 roku współpracował z władzami radzieckimi, tworząc oddziały gwardii robotniczej w Wilnie i Pińsku. Po wybuchu wojny niemiecko-radzieckiej pracował w Międzynarodowej Organizacji Pomocy Rewolucjonistom Uzbekistanu. W latach 1944–1952 zajmował się pracą w gospodarstwie w Pińsku. Zmarł 16 lutego 1966 roku.